# فعل أجوف
الفِعْل الأَجْوَف، في اللغة العربية، هو الفعل الذي يكون حرفه الثاني (أو عينه) حرف علّة (ألفاً أو واواً أو ياءً)، مثال: نَابَ، صَامَ، سَالَ، عَوِرَ، غَيِدَ. وهو صنفان:
- الأول: ما ينقلب بالإعلال ألفاً، وهو كثير. مثال: قَالَ، جَابَ، بَاعَ، ذَاعَ (وهي في الأصل: قَوَلَ، جَوَبَ، بَيَعَ، ذَيَعَ).
- الثاني: ما لا ينقلب، فيبقى على حاله، وهو قليل. مثال: عَوِرَ، غَيِدَ.

## إسناد الفعل الأجوف
إسناد الفعل الأجوف، أي «معتل الأوسط»:
إذا كان آخر الفعل الأجوف ساكنًا، حُذف حرف العلة عند إسناده وضُم أوله في الماضي إن كانت عينُه مضمومة في المضارع، وكًسر أوله إن كانت عينُه مفتوحة أو مكسورة في المضارع.

### أمثلة
- قال-قُلْت
- باع-بِعْت
- نال-نِلْت

لا تتغير حركة أول المضارع والأمر عند الإسناد: أقول - يقول - نقول - تقول.